# Cittaducale
Cittaducale là một đô thị ở tỉnh Rieti trong vùng Latium, có khoảng cách khoảng 70 km về phía đông bắc của Roma và cách khoảng 7 km southvề phía đông của Rieti. Tại thời điểm ngày 31 tháng 12 năm 2004, đô thị này có dân số 6.799 người và diện tích là 71,0 km².
Đô thị Cittaducale có các frazioni (các đơn vị cấp dưới, chủ yếu là các làng) Santa Rufina, Grotti, Calcariola, Pendenza, Cesoni, và Micciani.
Cittaducale giáp các đô thị: Borgo Velino, Castel Sant'Angelo, Longone Sabino, Micigliano, Petrella Salto, Rieti.